# Bert De Backer
Bert De Backer (Eeklo, 2 april 1984) is een voormalig Belgisch wielrenner.

## Loopbaan
Bij de junioren behaalde De Backer in 2002 enkele resultaten. Zo eindigde hij als 3de in de semiklassieker Omloop Het Nieuwsblad, in de spurt van een beperkt peloton moest hij enkel de Nederlanders Norman Meerkerk en Joost van Leijen laten voorgaan.
De Backer werd professional in 2007 bij het Amerikaanse Navigators Insurance Cycling Team. Vanaf augustus 2008 lag hij onder contract bij de Nederlandse ploeg Skil-Shimano. Tijdens de Driedaagse van De Panne-Koksijde 2011 stond hij na de 3e etappe aan de leiding, maar in de afsluitende tijdrit verloor hij zijn trui; wel won hij het Rushesklassement.
Tijdens een uitzending van Vive Le Vélo in juli 2021 maakte hij bekend dat hij op het einde van het wielerseizoen zijn carrière zou beëindigen.

## Palmares

### Overwinningen
2013
GP Jef Scherens

### Resultaten in voornaamste wedstrijden
| Jaar | Ronde van Italië | Ronde van Frankrijk | Ronde van Spanje |
| ---- | ---------------- | ------------------- | ---------------- |
| 2008 |                  |                     |                  |
| 2009 |                  |                     |                  |
| 2010 |                  |                     |                  |
| 2011 |                  |                     |                  |
| 2012 |                  |                     |                  |
| 2013 | 157e             |                     |                  |
| 2014 | 133e             |                     |                  |
| 2015 | 158e             |                     |                  |
| 2016 | opgave           |                     |                  |
| 2017 |                  |                     |                  |
| 2018 |                  |                     |                  |
| 2019 |                  |                     |                  |
| 2020 |                  |                     |                  |
| 2021 |                  |                     |                  |

| Jaar | Milaan-San Remo | Gent-Wevelgem | Ronde van Vlaanderen | Parijs-Roubaix | Parijs-Tours |  | Wereldranglijsten |
| ---- | --------------- | ------------- | -------------------- | -------------- | ------------ |  | ----------------- |
| 2008 |                 |               |                      |                |              |  |                   |
| 2009 |                 |               | 89e                  | 86e            |              |  |                   |
| 2010 |                 |               |                      |                | 74e          |  |                   |
| 2011 |                 | 121e          | 92e                  | 51e            |              |  |                   |
| 2012 |                 |               |                      | 83e            | 141e         |  |                   |
| 2013 |                 |               | opgave               | 44e            | 63e          |  |                   |
| 2014 |                 |               | opgave               | 11e            | 88e          |  |                   |
| 2015 | 149e            | opgave        | 92e                  | 12e            | 92e          |  |                   |
| 2016 | 130e            | 62e           | 67e                  | 17e            | 101e         |  |                   |
| 2017 |                 | opgave        | opgave               | 32e            | 21e          |  | 360e (UWT)        |
| 2018 |                 | 112e          | opgave               | 21e            | 51e          |  | 1132e (UWR)       |
| 2019 |                 |               | 70e                  | 20e            | 8e           |  | 653e (UWR)        |
| 2020 |                 | 84e           | opgave               |                |              |  |                   |
| 2021 |                 | 77e           | 95e                  | 38e            |              |  |                   |

## Ploegen
2007 –  Navigators Insurance Cycling Team (stagiair vanaf 15 augustus)
2008 –  Skil-Shimano (stagiair vanaf 1 september)
2009 –  Skil-Shimano
2010 –  Skil-Shimano
2011 –  Skil-Shimano
2012 –  Team Argos-Shimano 
2013 –  Team Argos-Shimano
2014 –  Team Giant-Shimano
2015 –  Team Giant-Alpecin
2016 –  Team Giant-Alpecin
2017 –  Team Sunweb
2018 –  Vital Concept Cycling Club
2019 –  Vital Concept-B&B Hotels
2020 –  B&B Hotels-Vital Concept p/b KTM
2021 –  B&B Hotels p/b KTM
1. ↑  Tot 30 maart heette de ploeg Project 1t4i, maar na het bekendmaken van de nieuwe sponsors werd de naam veranderd.